# Kalkere, Tumkur
Kalkere là một làng thuộc tehsil Tumkur, huyện Tumkur, bang Karnataka, Ấn Độ.